# Ginnastica ai Giochi della XXX Olimpiade - Trampolino femminile
La competizione del trampolino femminile (ginnastica) dei giochi olimpici di Londra 2012 si è svolto il 4 agosto 2012 presso la The O2 Arena.

## Programma
| Data                  | Ora   | Turno               |
| --------------------- | ----- | ------------------- |
| Sabato, 4 agosto 2012 | 14:00 | Qualifiche e finale |

## Partecipanti
| Nazione       | Ginnasta            |
| ------------- | ------------------- |
| Bielorussia   | Taccjana Pjatrėnja  |
| Canada        | Karen Cockburn      |
| Canada        | Rosannagh MacLennan |
| Cina          | Shanshan Huang      |
| Cina          | Wenna He            |
| Rep. Ceca     | Zita Frydrychova    |
| Gran Bretagna | Katherine Driscoll  |
| Georgia       | Luba Golovina       |
| Germania      | Anna Dogonadze      |
| Giappone      | Ayano Kishi         |
| Paesi Bassi   | Andrea Lenders      |
| Portogallo    | Ana Rente           |
| Russia        | Viktorija Voronina  |
| Ucraina       | Maryna Kyiko        |
| Stati Uniti   | Savannah Vinsant    |
| Uzbekistan    | Ekaterina Khilko    |